# Frente Nacional de Prefeitas e Prefeitos
A Frente Nacional de Prefeitas e Prefeitos (FNP) é a única entidade municipalista nacional dirigida exclusivamente por prefeitas e prefeitos em exercício dos seus mandatos. Tem como foco de atuação os 400 municípios com mais de 80 mil habitantes. Esse recorte abrange 100% das capitais, 60% dos habitantes e 75% do Produto Interno Bruto (PIB) do país. É um movimento brasileiro organizado por prefeitas e prefeitos de diversos municípios, possui sede em Brasília, no Distrito Federal, e visa defender interesses diversos dos municípios brasileiros.

## Lista de presidentes
| Nº | Nome                     | Cidade         | Início do mandato  | Fim do mandato |
| 1  | Luiz Paulo Vellozo Lucas | Vitória        | 2002               | 2003           |
| 2  | Marcelo Déda             | Aracaju        | 2003               | 2005           |
| 3  | João Paulo Lima e Silva  | Recife         | 2005               | 2007           |
| 4  | João Paulo Lima e Silva  | Recife         | 2007               | 2009           |
| 5  | João Carlos Coser        | Vitória        | 2009               | 2011           |
| 6  | João Carlos Coser        | Vitória        | 2011               | 2013           |
| 7  | José Fortunati           | Porto Alegre   | 2013               | 2015           |
| 8  | Márcio Lacerda           | Belo Horizonte | 2015               | 2017           |
| 9  | Jonas Donizette          | Campinas       | 2017               | 2019           |
| 10 | Jonas Donizette          | Campinas       | 2019               | 2021           |
| 11 | Edvaldo Nogueira         | Aracaju        | 2021               | atual          |
| 12 | Eduardo Paes             | Rio de Janeiro | Eleito em 11/02/25 |                |